# Heterolocha ferruginata
Heterolocha ferruginata là một loài bướm đêm trong họ Geometridae.